# 鬼佬
鬼佬，亦作番鬼佬，是粵語中稱呼白人的俗語，按照字面解釋為「鬼人」或者「鬼傢伙」。因爲廣府人觀念中認為，東亞人种通常黃皮膚、黑頭髮，脸平坦，形体中等，而髮色有深有浅，膚色多種多樣和有不同瞳色的歐洲人，脫離了其對通常人類的定義，又因為中國傳說中鬼魂许多膚色蒼白，又如哼哈二将身体高大健壮，鼻高眼大且深，因此稱呼白人為「鬼」。或者是源於19世紀因為外國軍隊入侵大清帝國，普通中国人对欧洲人的到来十分厌烦，而產生了「鬼佬」此字面意思略带有些许贬义的詞語。在外國，鬼佬以Gweilo一詞呈現。
由於上述的原因加上過去的中國歷史，從前鬼佬一詞通常比較貶義。

## 名稱
鬼佬除了表示白人外，也常特指白種男人。
粵語俗話中亦有不少類似的稱呼：
- 如稱呼白種女人：鬼婆
- 如稱呼白種男孩：鬼仔
- 如稱呼白種女孩：鬼妹
- 如稱呼黑人：黑鬼

## 含義
一些白種人認為鬼佬這稱呼是對他們的侮辱。在1980年代，有些廣東人給「鬼佬」一詞冠上「死」字（死鬼佬），即詛咒對方死亡，而成為一句帶有侮辱性的粗話。
而且按照香港法例，在一個工作地方、學校、公共機構等，「任何人如基於另一人的種族……而作出不受歡迎的行徑（可包括口頭或書面陳述）……作出該行徑的人即屬對該另一人作出騷擾」（全文：第602章 第7條 種族騷擾）。間說：如果第二方不歡迎，叫人“鬼佬”或者其他非正經稱呼，可能屬於種族歧視。
在另一方面，現在一些居於香港的白人，偶爾開玩笑地以「鬼佬」自稱，由視為污蔑漸漸入鄉隨俗。現在不少白人都不太介意這個稱呼。
很多以粵語作為母語的人於公衆地方，仍然用「鬼佬」一詞稱呼白種人或西方人，他們認為這詞不含貶義和爭議。「鬼佬」一詞更出現於香港的兒歌，當時沒有人認為有問題。
根據2022年2月12日《星島日報》報道的一件香港法院判例，「鬼佬」一詞在香港為常用語，不能被判定為歧視用語。